# Francesco Petrozzi

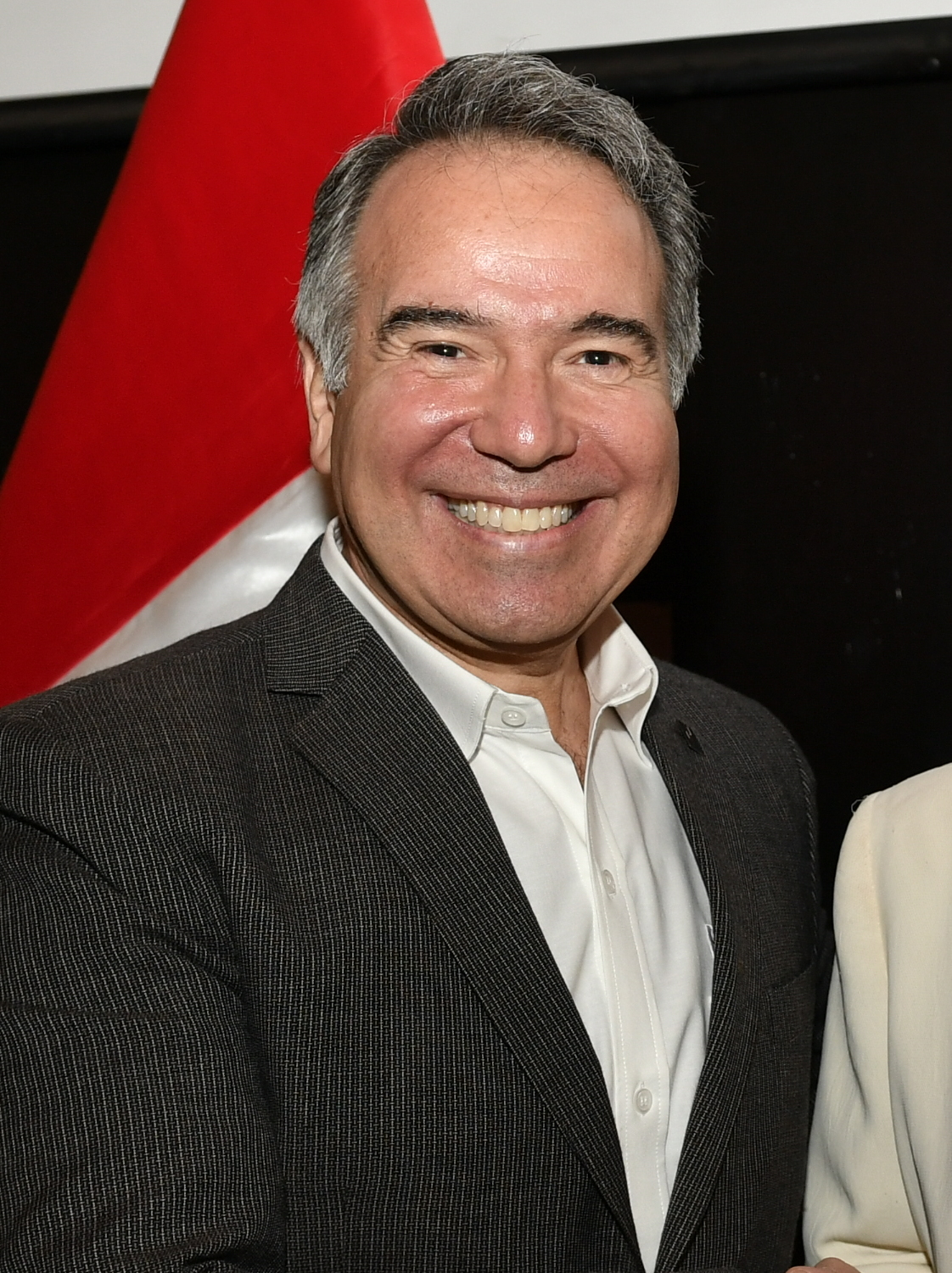
Francesco Petrozzi (2019)

Francesco Petrozzi (* 13. Dezember 1961 in Lima; † 27. Mai 2024) war ein peruanischer Opernsänger (Tenor) und Politiker.

## Leben
Francesco Petrozzi stammte aus Peru und debütierte bereits im Alter von 19 Jahren mit der Partie des Dancaïro in Carmen im Teatro Municipal de Lima. Anschließend absolvierte er ein Gesangsstudium in München. 1994 debütierte er in den USA als Jaquino in Fidelio. Ab 1997 sang er auch in europäischen Konzerthallen und Theatern, so z. B. am Aalto-Theater Essen, in Graz, Linz, Prag, Amsterdam, Brünn, Wien, Tokio oder beim Dorset Opera Festival in England.
Zu seinen Partien gehörten unter anderem Don José (Carmen), Enzo Grimaldo (La Gioconda), Radames (Aida), Cavaradossi (Tosca), Rodolfo (La Bohème), Alfred (Die Fledermaus), Jaquino (Fidelio) und Hagenbach (La Wally). In Toronto sang er den Giuseppe Hagenbach in einer konzertanten Aufführung von La Wally.
Petrozzi war auch politisch tätig. Von 2016 bis 2018 war er Abgeordneter für die Fuerza Popular im Kongress der Republik Peru. Im Oktober 2018 trat er aus der Partei aus und wurde unabhängiger Abgeordneter. Im Dezember 2018 gründete er mit anderen Abgeordneten, die ihre Parteien verlassen hatten, die Bancada Liberal. Zwei Monate lang, von 3. Oktober bis 4. Dezember 2019, amtierte er zudem als Minister für Kultur.
Francesco Petrozzi starb am 27. Mai 2024 im Alter von 62 Jahren nach längerer Krebserkrankung.

## Engagements in Deutschland
- Bayerische Staatsoper, München: Rodolfo in La Bohème u. a.
- Staatstheater Nürnberg (2006/2007): Herzog von Mantua in Verdis Rigoletto, Cavalleria rusticana/Der Bajazzo
- Nationaltheater Mannheim (2007)